# Custódio Alvim Pereira
Custódio Alvim Pereira (São João do Monte, Tondela, Portugal 6 de febrer de 1915 - Roma, 12 de novembre de 2006) és un religiós portuguès, arquisbe de Lourenço Marques i primer president de la Conferència Episcopal de Moçambic.

## Biografia
Originari de la diòcesi de Viseu, va estudiar al Pontifício Colégio Português de Roma i posteriorment es va graduar en estudis bíblics al Pontifici Institut Bíblic, i en dret canònic a la Universitat Pontifícia Lateranense. Va ser ordenat sacerdot 18 de desembre de 1937. En 1946 fou nomenat vicerector, i en 1954 rector, del Pontifício Colégio Português. En 1958 fou nomenat bisbe de la diòcesi titular de Nepte i auxiliar de l'arquebisbe de Lourenço Marques, Teodosio Clemente de Gouveia. A la seva mort en 1962 fou nomenat arquebisbe d'aquesta diòcesi per Joan XXIII.
En 1957 fou nomenat primer president de la Conferència Episcopal de Moçambic, càrrec que va ocupar fins 1969. Durant aquests anys es va mostrar defensor de la política del govern colonial portuguès però va quedar desautoritzat quan l'1 de juliol de 1970 el Papa Pau VI va rebre en audiència als dirigents nacionalistes Agostinho Neto, Amílcar Cabral i Marcelino dos Santos.
El 26 d'agost de 1974 va cessar en el seu càrrec i fou nomenar arquebisbe emèrit, alhora que era nomenat per primer cop arquebisbe un africà, el franciscà Alexandre José Maria dos Santos, posteriorment cardenal.
En acabar la guerra d'independència de Moçambic va tornar a Roma, on fou nomenat canonge del capítol de la basílica de Sant Pere del Vaticà, de la que en seria degà i on va romandre fins a la seva mort.
Durant la resta de la seva vida va residir com a capellà a la Casa Madonna di Fatima all'Ardeatino de les Germanes Franciscanes Hospitalàries de la Immaculada Concepció, on hi va morir als 91 anys, el diumenge 12 de novembre de 2006.